# I'm Yours (canción de Jason Mraz)
«I'm Yours» es la primera canción de Jason Mraz de su tercer álbum de estudio We Sing. We Dance. We Steal Things. (2008). La canción fue originalmente publicada en 2005 en una edición limitada de EP denominada Extra Credit como una maqueta para promocionar su segundo álbum de estudio Mr. A-Z. Fue tocada por el artista en 2006 y se convirtió en un favorito de su audiencia antes de su lanzamiento oficial.
"I'm Yours" fue nominada para la Mejor canción del año y para la Mejor interpretación vocal pop masculina en los Premios Grammy de 2009.
Entre los meses de noviembre de 2008 y de 2009, "I'm Yours" vendió más de 8,1 millones de descargas digitales alrededor del mundo, las cuales le alzaron como el 3º sencillo más vendido digitalmente del 2009, después de "Poker Face" de Lady Gaga y "Boom Boom Pow" de The Black Eyed Peas.

## Video musical
El video musical de "I'm Yours" fue estrenado el 16 de abril de 2008. El video muestra a Mraz en la jungla de Oahu (Hawái) cantando y divertiéndose con otras personas que nadan en un río.

## Posicionamiento en listas
| Listas (2008–2009)                                    | Mejor posición |
| ----------------------------------------------------- | -------------- |
| Alemania (Media Control Charts\|German Singles Chart) | 8              |
| Australia (ARIA Charts)                               | 3              |
| Austria (Ö3 Austria Top 40)                           | 2              |
| Bélgica (Ultratop 50 Singles (Flandes))               | 27             |
| Bélgica (Ultratop 50 Singles (Valonia))               | 2              |
| Canadá (Canadian Hot 100                              | 3              |
| Dinamarca (Track Top-40)                              | 3              |
| España (Spanish Singles Chart)                        | 6              |
| España (Spanish Airplay Chart)                        | 5              |
| Estados Unidos (Billboard Hot 100)                    | 6              |
| Estados Unidos (Billboard Mainstream Top 40)          | 1              |
| Estados Unidos (Billboard Adult Top 40)               | 1              |
| Estados Unidos (Billboard Adult Contemporary)         | 1              |
| Estados Unidos (Billboard Jazz Songs)                 | 16             |
| Europa (European Hot 100 Singles)                     | 17             |
| Finlandia (Singles Chart)                             | 11             |
| Francia (French Singles Chart)                        | 74             |
| Francia (French Digital Singles Chart)                | 1              |
| Israel (Israeli Singles Chart)                        | 1              |
| Italia (FIMI Singles Chart)                           | 4              |
| Nueva Zelanda (RIANZ Singles Chart)                   | 1              |
| Noruega (Norwegian Singles Chart)                     | 1              |
| Países Bajos (Nederlandse Top 40)                     | 9              |
| Rumania (Romanian Top 100)                            | 55             |
| Reino Unido (UK Singles Chart)                        | 11             |
| República Checa (IFPI Radio Top 100)                  | 25             |
| Suecia (Swedish Singles Chart)                        | 1              |
| Suiza (Swiss Singles Chart)                           | 5              |
| Venezuela (Pop Rock Record Report)                    | 1              |
| Lista (2012)                                          | Mejor posición |
| Corea del Sur (International Singles Gaon)            | 24             |
| Reino Unido (UK Singles Chart)                        | 40             |
| Reino Unido (UK Official Streaming Chart Top 100)     | 71             |